# A California Christmas
A California Christmas is een Amerikaanse kerstfilm uit 2020 geschreven door Lauren Swickard, die samen met haar man Josh de hoofdrol speelde.

## Verhaal
Joseph Van Aston is een knappe erfgenaam en een echte rokkenjager. Op een dag vraagt zijn moeder, die een groot bedrijf runt om naar een boerderij te gaan om de mensen te overtuigen aan hen te verkopen. Joseph gaat naar de ranch in de hoop met zijn charme de eigenares te verleiden om te verkopen, maar als hij daar aan komt wordt hij verward met de nieuwe knecht Manny en helpt hij al meteen een kalf ter wereld. Hij beseft dat geld niet belangrijk is voor Callie en gooit het over een andere boeg. Als Manny blijft hij op de ranch werken om zo het vertrouwen van Callie te winnen zodat hij haar kan overtuigen te verkopen. Maar hij hield er geen rekening mee dat hij ook verliefd zou worden op haar.

## Rolbezetting
- Lauren Swickard als Callie
- Josh Swickard als Joseph
- Ali Afshar als Leo
- David Del Rio als Manny
- Katelyn Epperly als Liz
- Amanda Detmer als Wendy
- Natalia Mann als Hannah
- Julie Lancaster als Amy
- Gunnar Anderson als Connor
- Aaron Jones als Vincenzo
- Derrica Barbee als Derrica
- Cheyney Steininger als Callie's vader
- George Kosturos als Liam